# Луте, Андреас
Андреас Луте (нем. Andreas Luthe; род. 10 марта 1987, Фельберт, Северный Рейн-Вестфалия) — немецкий бывший футболист, вратарь. Председатель правления футбольного клуба «Бохум».

## Карьера
Обучался футболу в любительских клубах «Нидербонсфельд» и «Боруссии» из родного Фельберта. 30 июня 2001 года поступил в академию «Бохума», в 2006 году дебютировал в дублирующем составе. В 2009 году был зачислен в основную команду как четвёртый голкипер, под руководством Франка Хайнеманна смог затем стать вторым вратарём. Дебютировал 22 сентября 2009 в качестве вратаря основной команды в матче Кубка Германии ввиду травмы Филиппа Хеервагена. Его игра позволила одержать победу 1:0, но она не помогла клубу пройти дальше. Итого провёл 36 матчей как в Первой, так и во Второй Бундеслигах. В сезоне 2010/11 провёл пять игр, заменяя травмированного Хеервагена.
17 мая 2016 года подписал контракт с «Аугсбургом».

## После окончания карьеры
В июне 2025 года выиграл со своей командой выборы правления футбольного клуба «Бохум», набрав примерно 64 процента из более 2 тысяч поданных голосов. После победы был назначен председателем правления.